# La Patacona
La Patacona o Complejo Residencial de Vera es un barrio de Alboraya, en Valencia. Está situado al sureste de la localidad, en la zona costera del municipio. Limita al norte con la playa de Els Peixets, al sur con La Malvarrosa (Valencia), al este con el mar Mediterráneo y al oeste con la huerta de las partidas de Vera y La Mar. En 2023 contaba con una población de 5.589 habitantes.
Se trata de una zona residencial costera de reciente creación, que cuenta con la playa más extensa del litoral de Alboraya. Se encuentra conurbada con el barrio de La Malvarrosa de Valencia, ya que la playa de la Patacona es la prolongación natural de la playa de la Malvarrosa. Estas características han ocasionado que La Patacona sea uno de los barrios más cotizados del área metropolitana de Valencia, con numerosas viviendas de lujo en primera línea de costa.

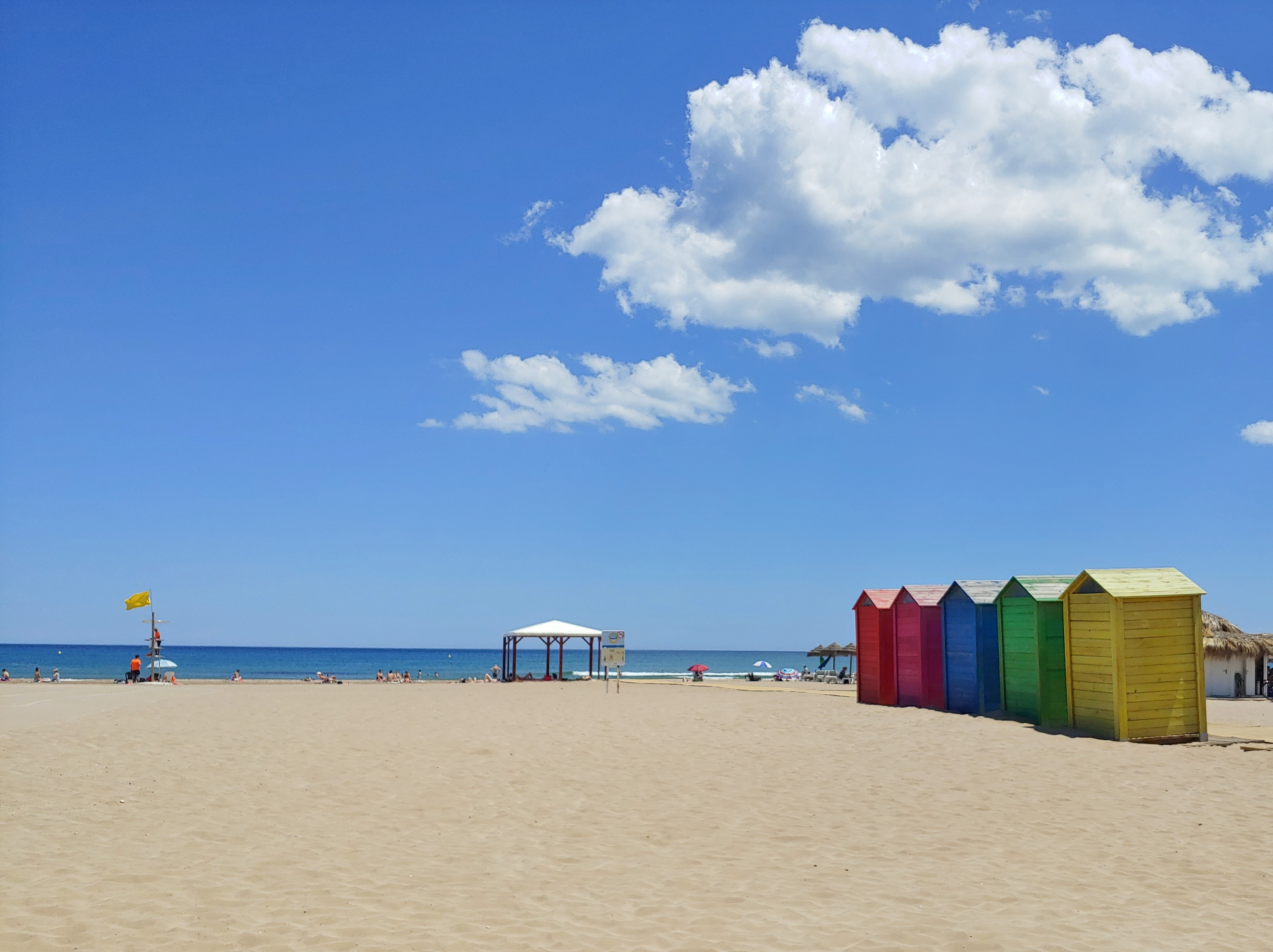
Playa de la Patacona

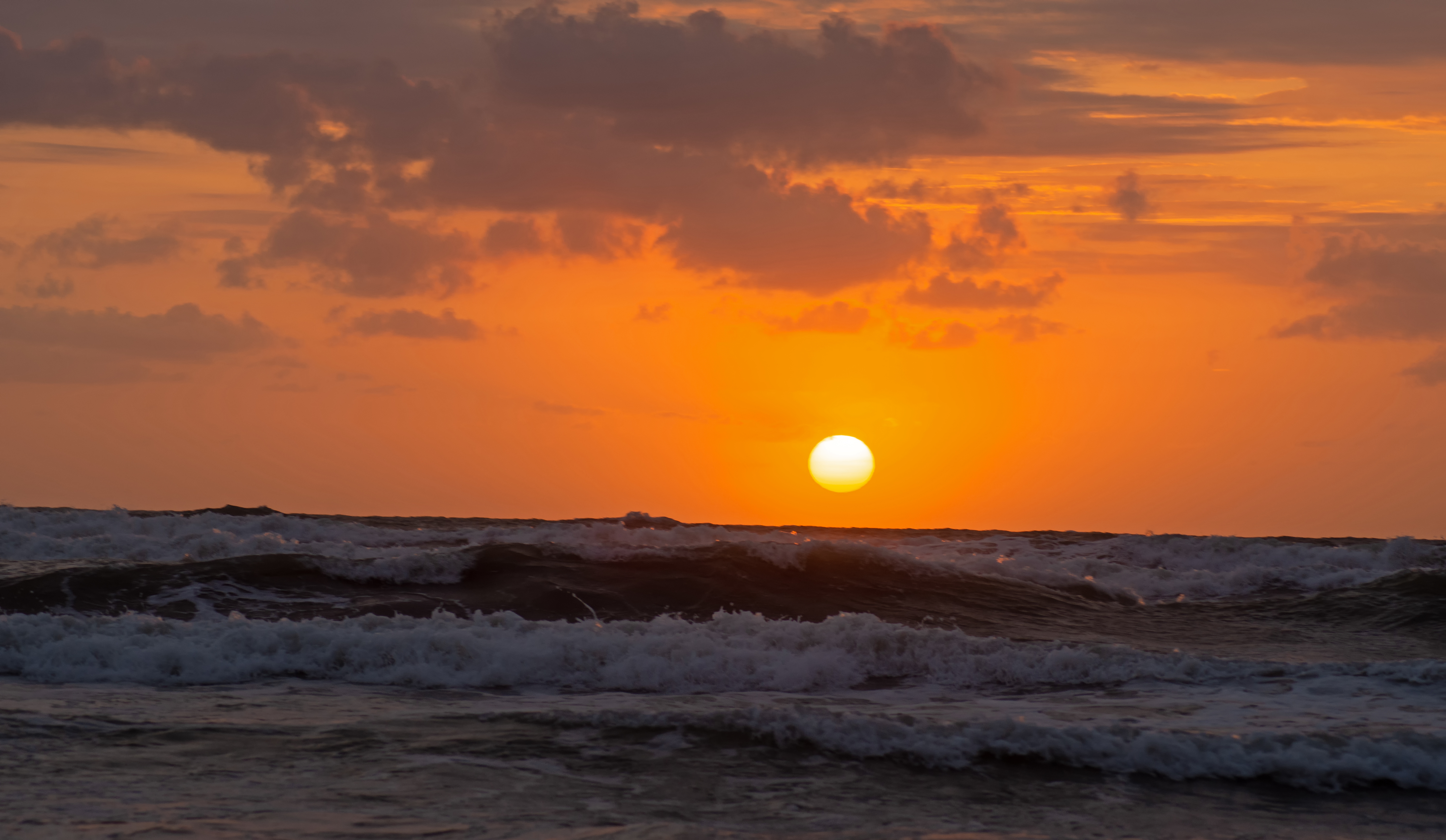
Amanecer en la playa de la Patacona

## Historia

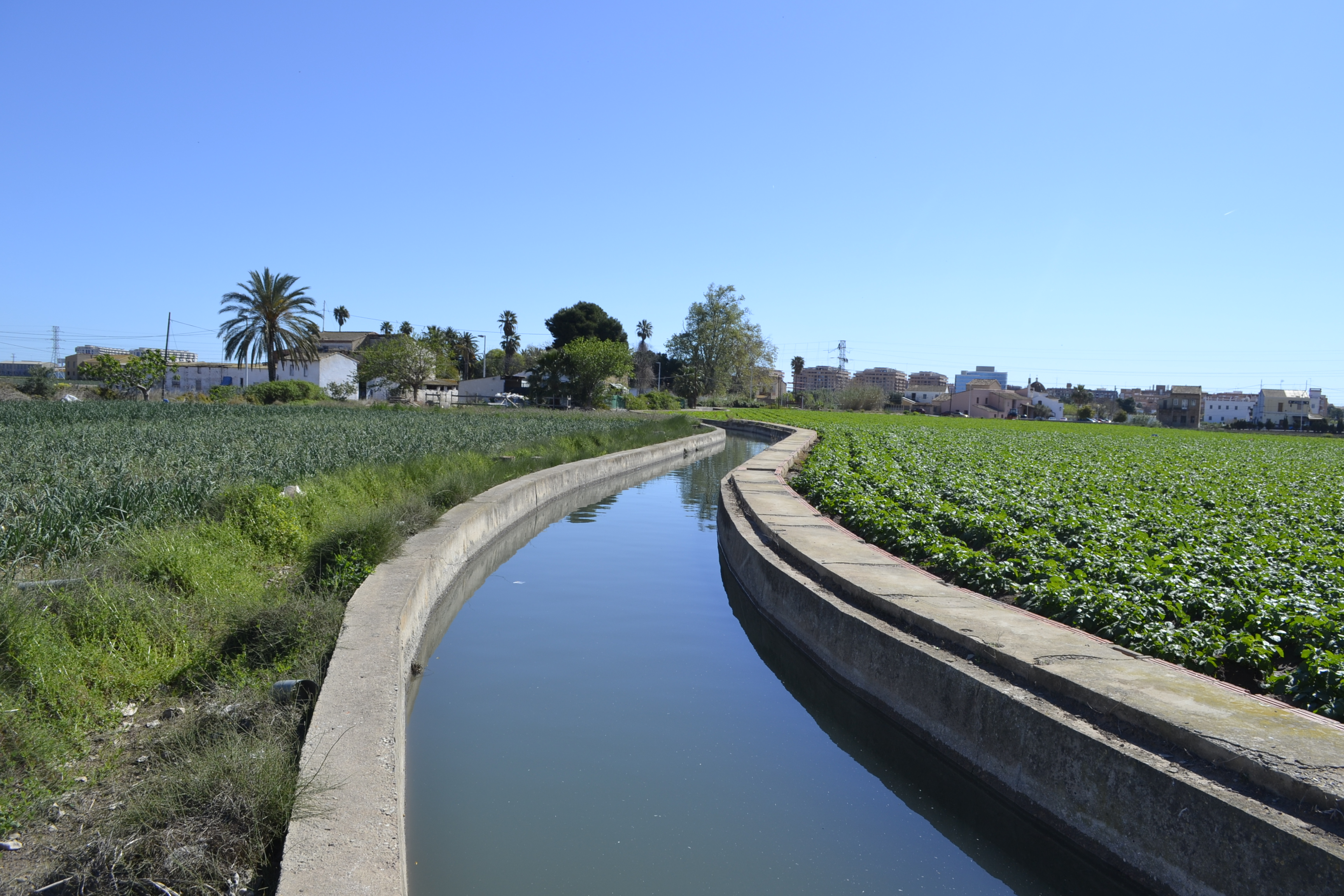
Acequia de Vera con La Patacona al fondo

Originariamente, los terrenos que ocupa el actual barrio de La Patacona eran campos de huerta de la partida de Vera, llamada así por la acequia del mismo nombre, que pasa cerca de la zona y desemboca en el mar en la linde del término de Alboraya con el de Valencia.
En la década de los años 40 del siglo XX se empezó a construir un grupo de pequeñas casitas de madera en primera línea, utilizadas como segunda residencia para la época estival, que convivían con las alquerías de los labradores de la huerta.

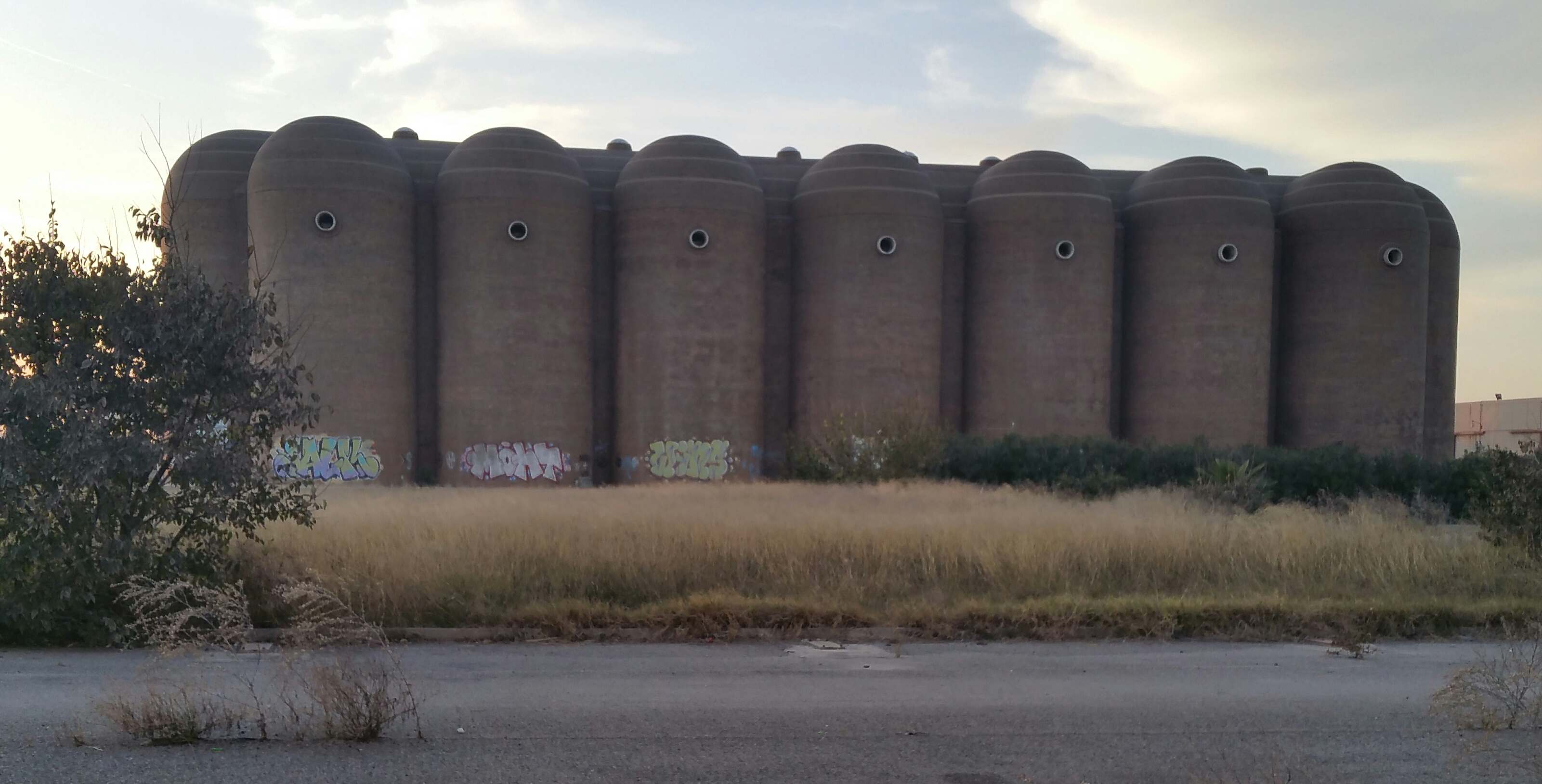
Edificio de las Bodegas Vinival

La urbanización de la zona comenzó en los años 60, con la construcción del Polígono Industrial de Vera. En esta época el uso residencial se reducía a las pequeñas viviendas de primera línea de playa.
A finales de los años 90 se empezó a sustituir este primer uso industrial que tuvo la zona por un uso residencial. En esta época, junto con las décadas de los 2000 y 2010 el barrio experimentó un gran desarrollo urbanístico. Sin embargo, en la década de los 2020 la reconversión del Polígono Industrial de Vera no ha finalizado, quedando todavía diversas naves industriales en la zona.

## Servicios
El barrio cuenta con todo tipo de servicios:
- Educación: hay un Instituto de Educación Secundaria, con ESO, bachillerato y varios ciclos de FP; y un colegio público de infantil y primaria.[6]
- Sanidad: tiene un centro auxiliar de salud, además de otros servicios sanitarios privados como dentista o farmacia.[7]
- Servicios Sociales: tiene una residencia para la tercera edad.[8]
- Administración: tiene una oficina de información al ciudadano (AMIC), que presta diversos servicios administrativos del Ayuntamiento de Alboraya.[9]
- Cultura: cuenta con un edificio del Ayuntamiento de Alboraya llamado Edificio Singular, que acoge la sede de asociaciones del barrio, como la Falla Platja Patacona-Camí de Vera[10] o la Asociación de Vecinos Patacona-Vera.[11]
- Deporte: en la zona hay un polideportivo municipal de gestión privada, llamado complejo deportivo Municipal La Patacona, que cuenta con varias instalaciones deportivas como piscinas, gimnasio y salas de pádel.[12] Además, en el barrio hay un campo de fútbol en el que entrena el equipo Patacona Club de Fútbol.[13]

## Transportes

### Autobús EMT

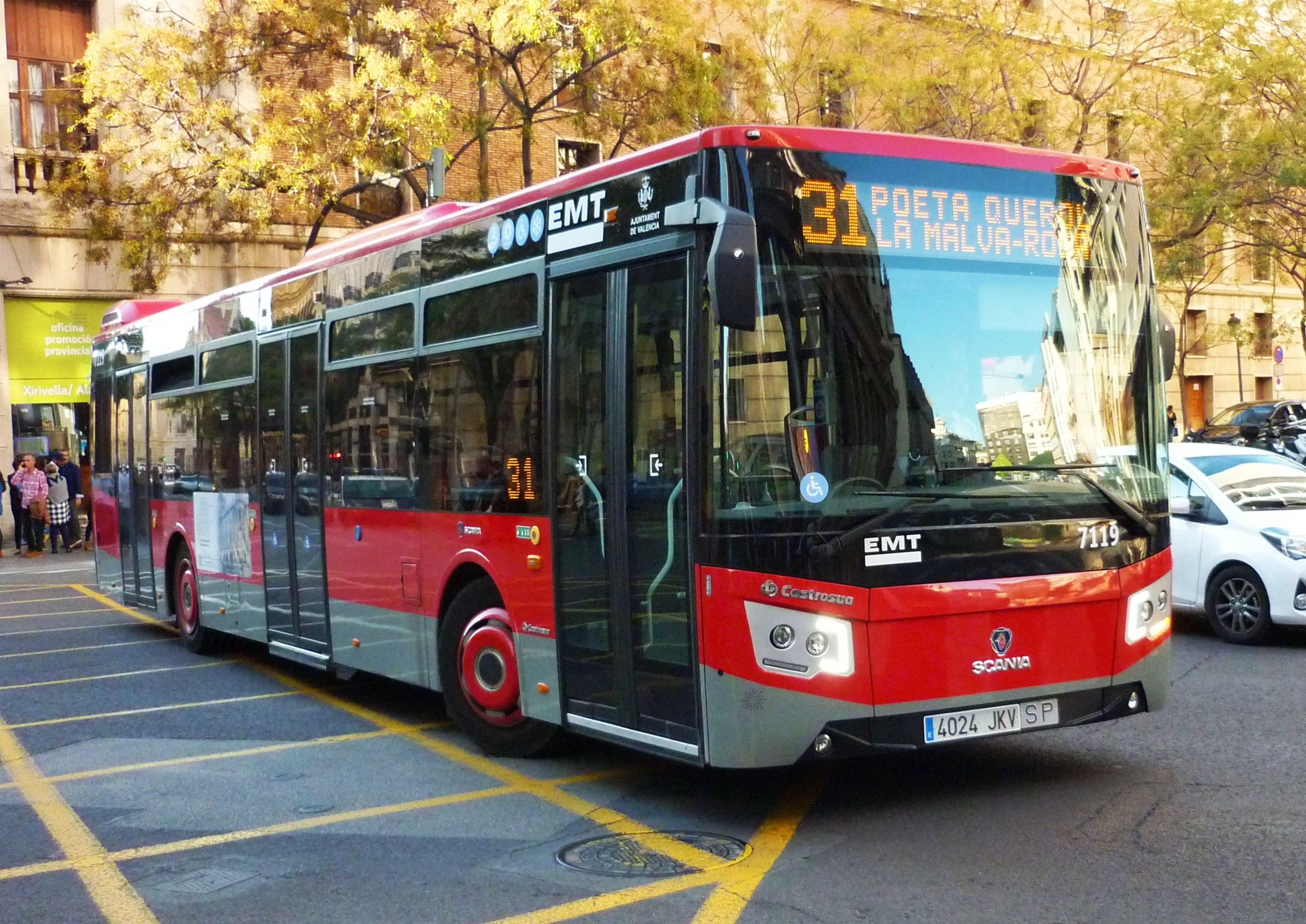
Autobús de la Línea 31

Los autobuses urbanos de la ciudad de Valencia (EMT) prestan servicio al barrio a través de la siguiente línea, que va desde La Patacona hasta el centro de la ciudad:
- 31 Línea 31: La Patacona/La Malvarrosa-Poeta Querol[14]

### Bus d’Alboraya
En el barrio hay varias paradas del autobús urbano de Alboraya, llamado Bus d’Alboraya, que conecta La Patacona con el resto de barrios de la localidad, así como con la localidad de Tavernes Blanques.

## Cultura
A pesar de ser el barrio de más reciente creación de Alboraya, tiene varias asociaciones, como la Asociación de Vecinos Patacona-Vera, que defiende los intereses del barrio y colabora en la organización de diferentes eventos, como las fiestas del barrio; o la Falla Platja Patacona-Camí de Vera, asociación cultural fundada en 2008 encargada de la celebración de las fallas en el barrio.

### Fiestas
- Fiestas del barrio: a finales de septiembre, el Ayuntamiento de Alboraya en colaboración de las asociaciones del barrio organiza unas jornadas festivas con actividades de todo tipo, como actividades infantiles, paellas, reparto de horchata, conciertos o actividades deportivas en la playa.[18]
- Fallas: el barrio cuenta con su propia falla, que realiza diversas actividades festivas y culturales durante la semana fallera. Además, cada año todas las fallas de Alboraya hacen un pasacalle por una de sus playas, alternando entre Patacona y Port Saplaya. El resto del año, la falla también realiza actividades y celebra otras fechas señaladas, como San Juan.[10]
- San Juan: la noche del 23 al 24 de junio el barrio vive su fiesta más conocida y multitudinaria. La playa de la Patacona se llena de gente de toda Valencia para cenar, quemar hogueras y saltar olas en la orilla del mar, convirtiéndose junto con las playas de la Malvarrosa y las Arenas en el epicentro de esta festividad. La Falla del barrio también quema su propia hoguera, normalmente un fin de semana antes.[19]

## Imágenes

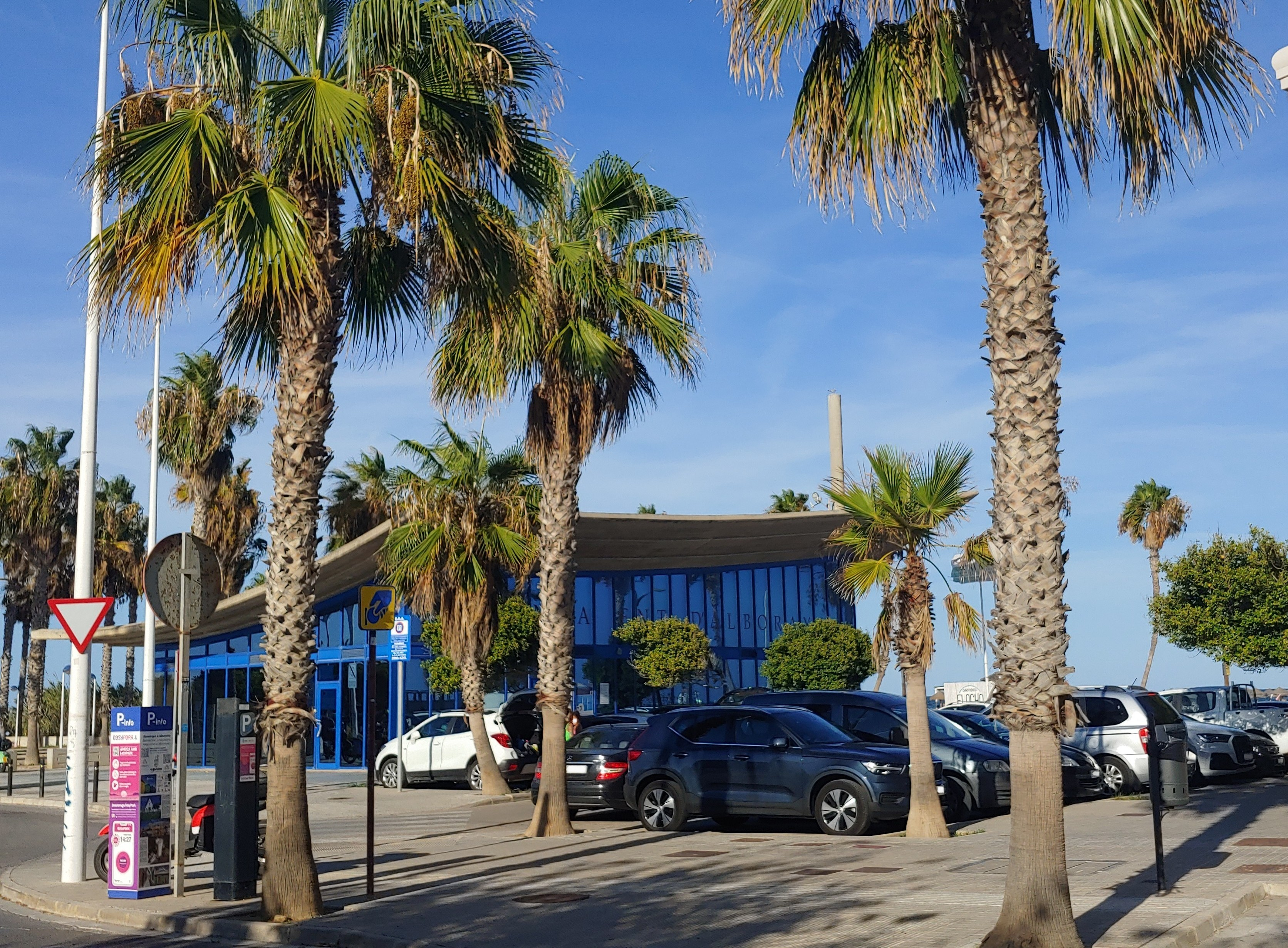
Edificio Singular
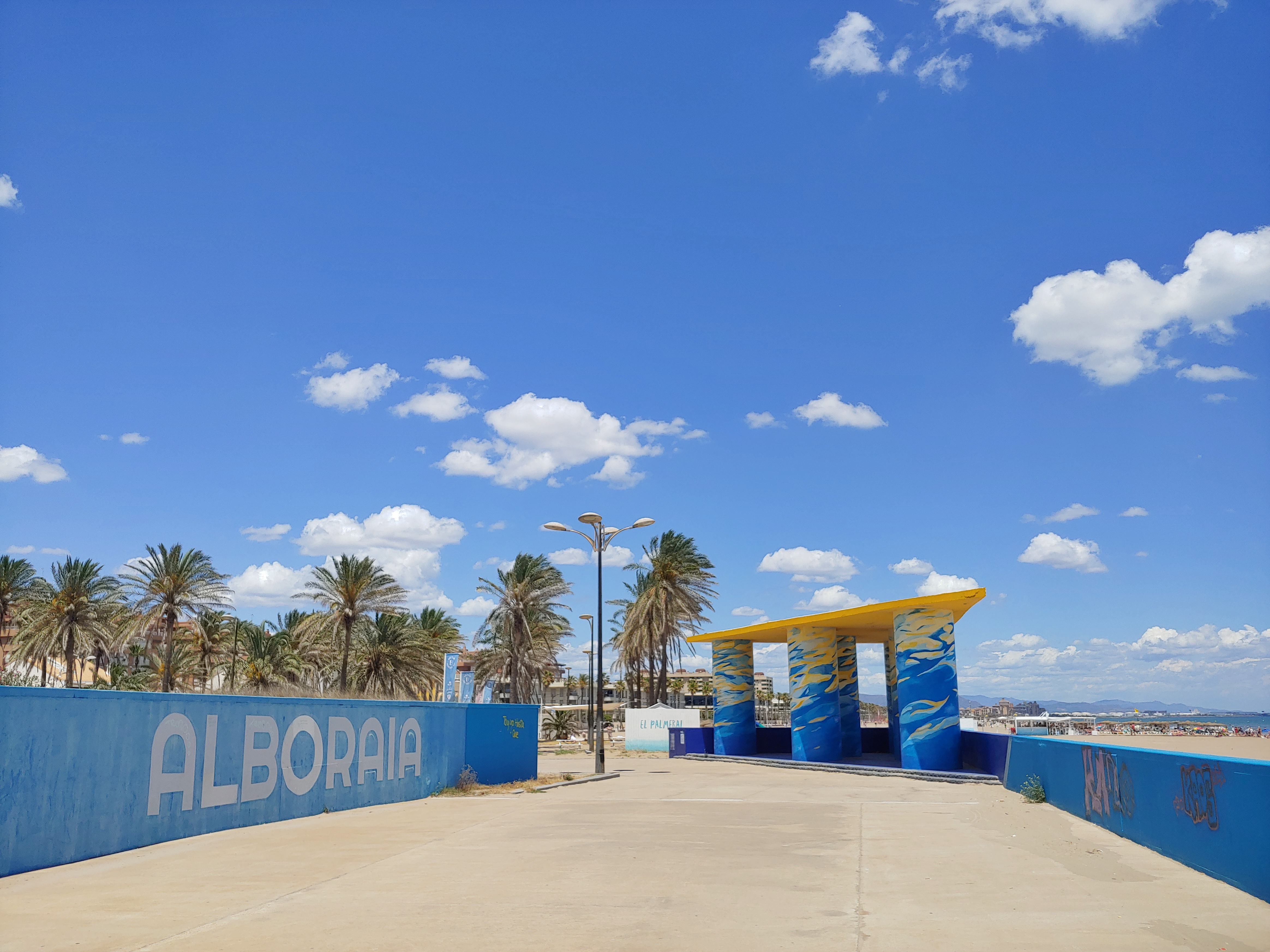
Mirador de La Patacona
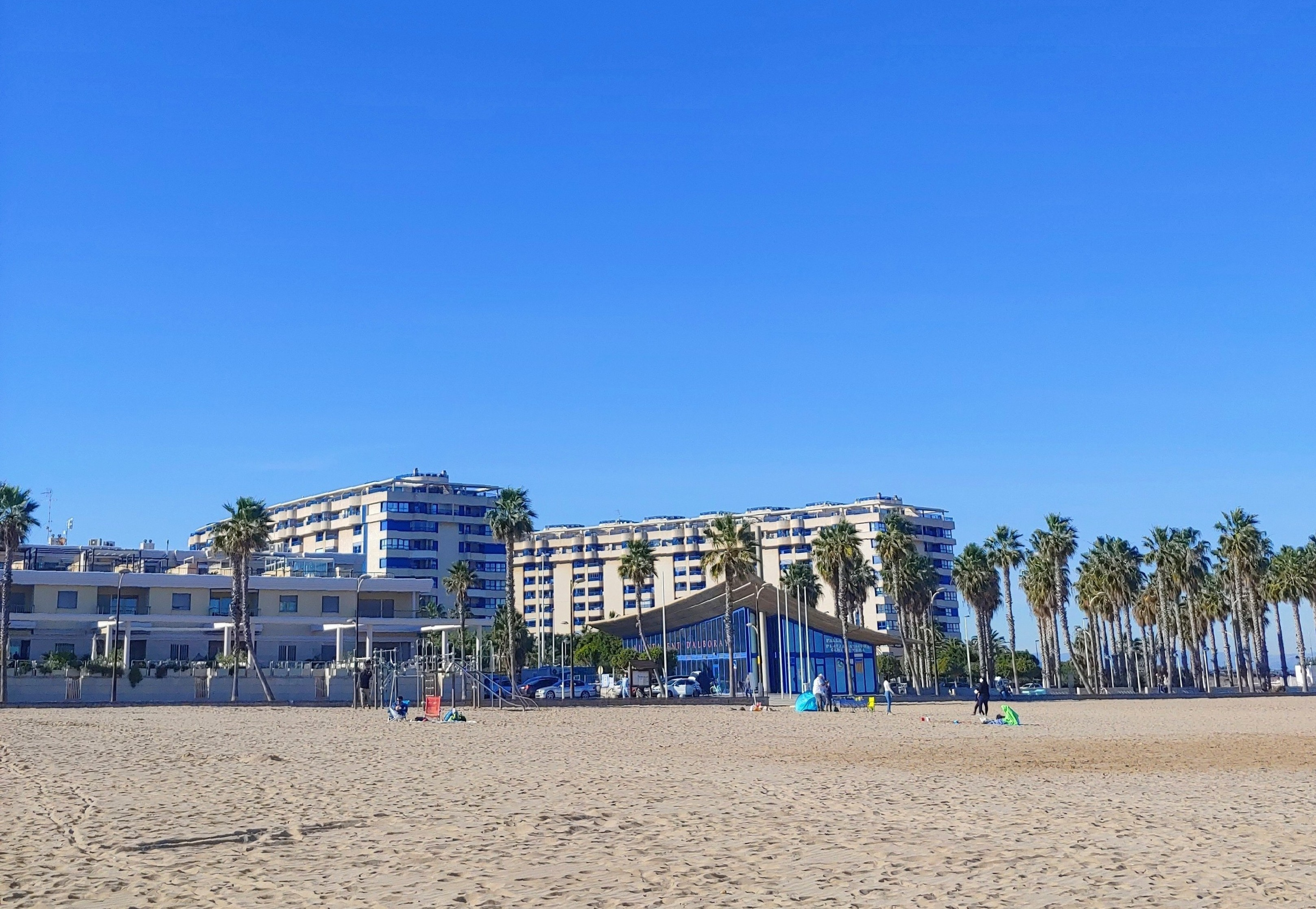
Edificios del barrio
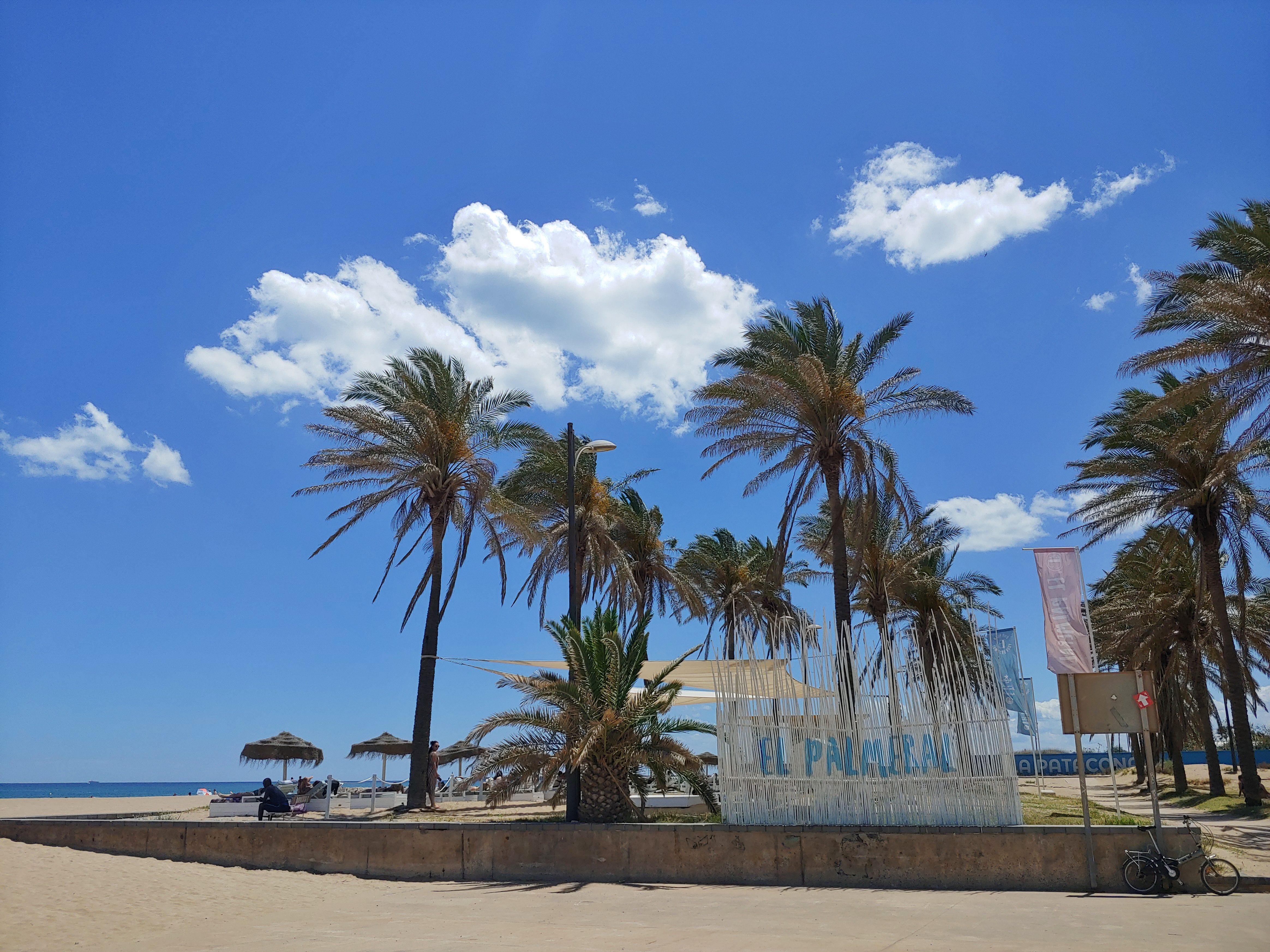
El Palmeral
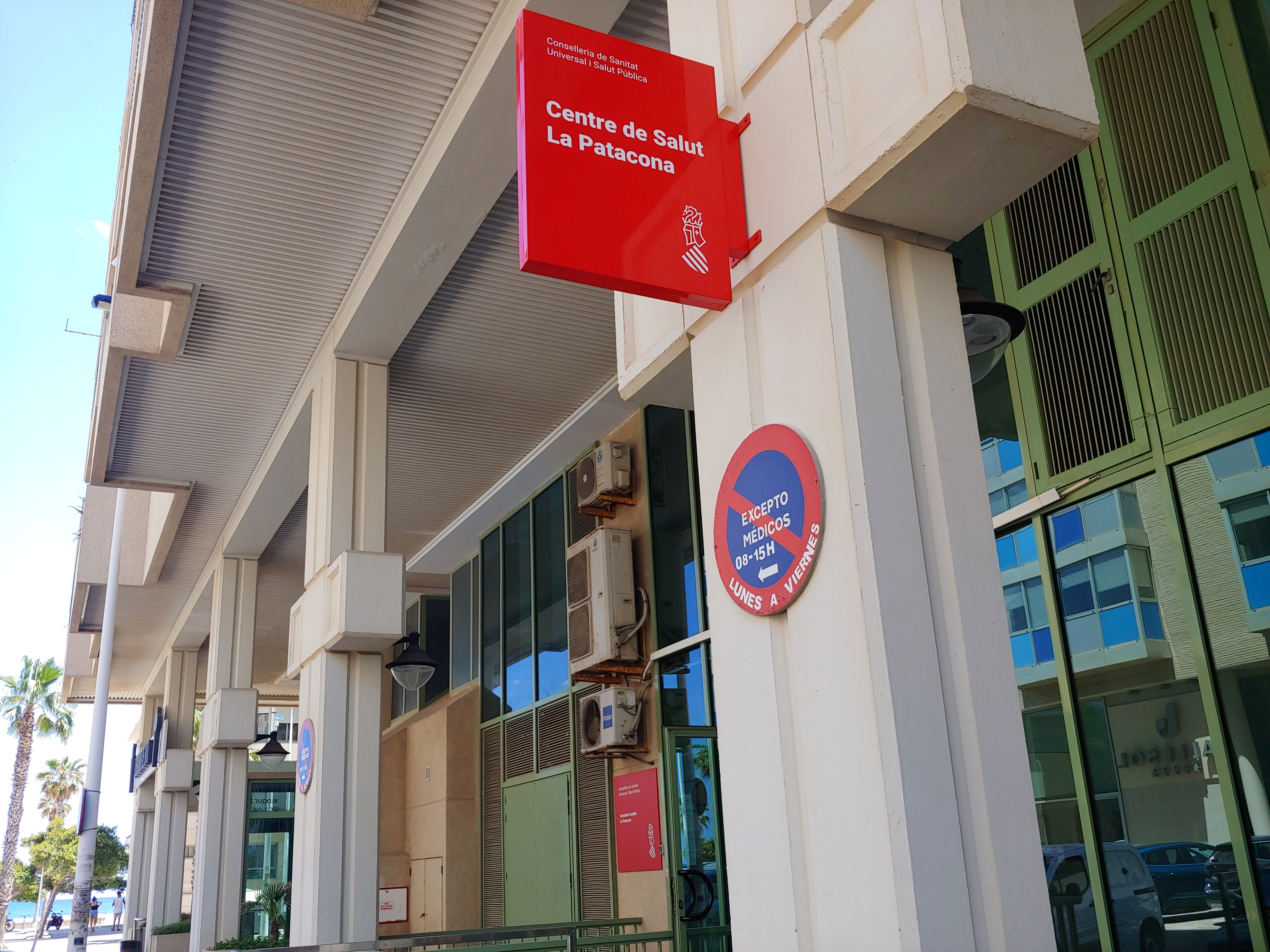
Centro de Salud La Patacona
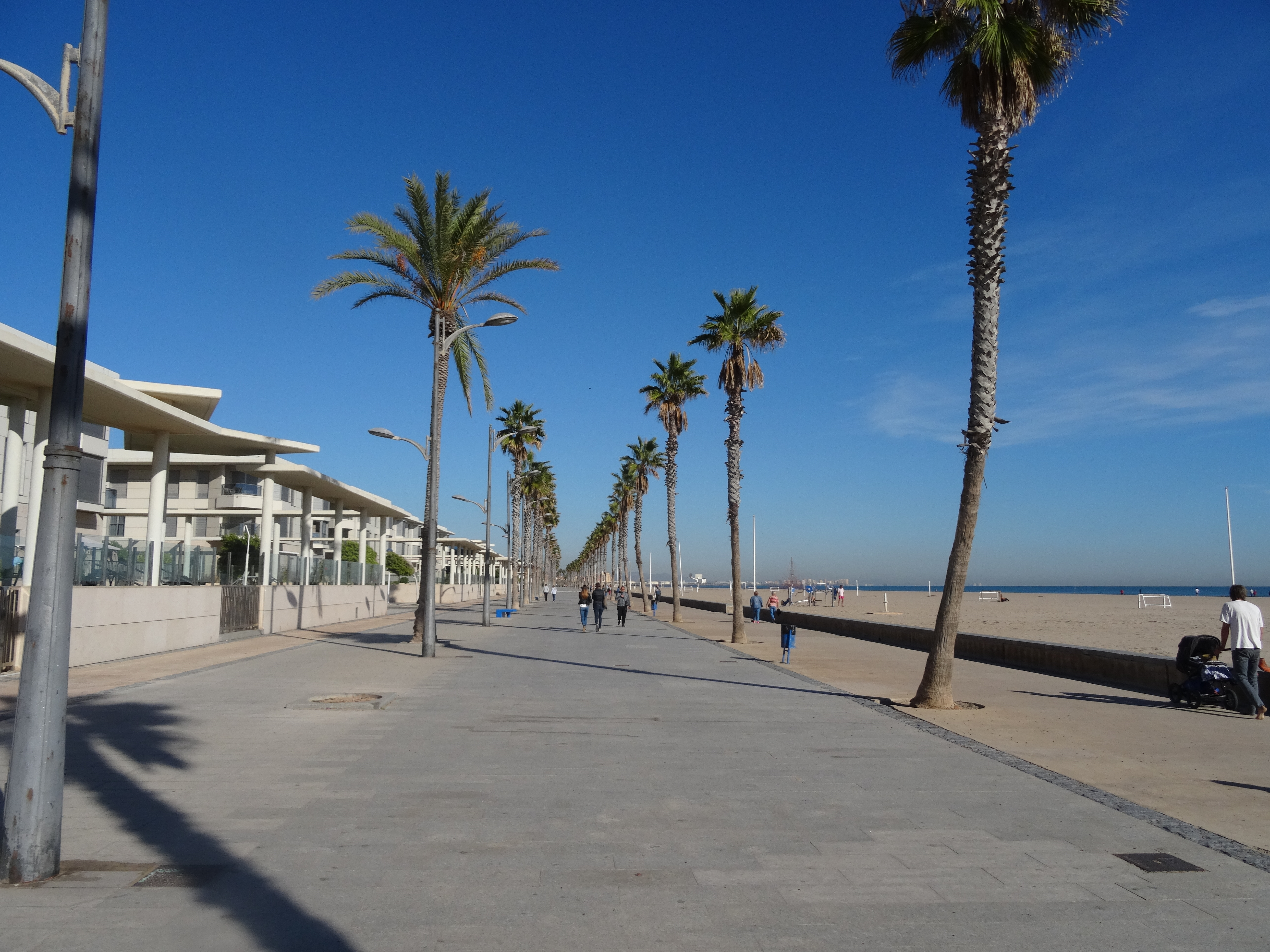
Paseo Marítimo
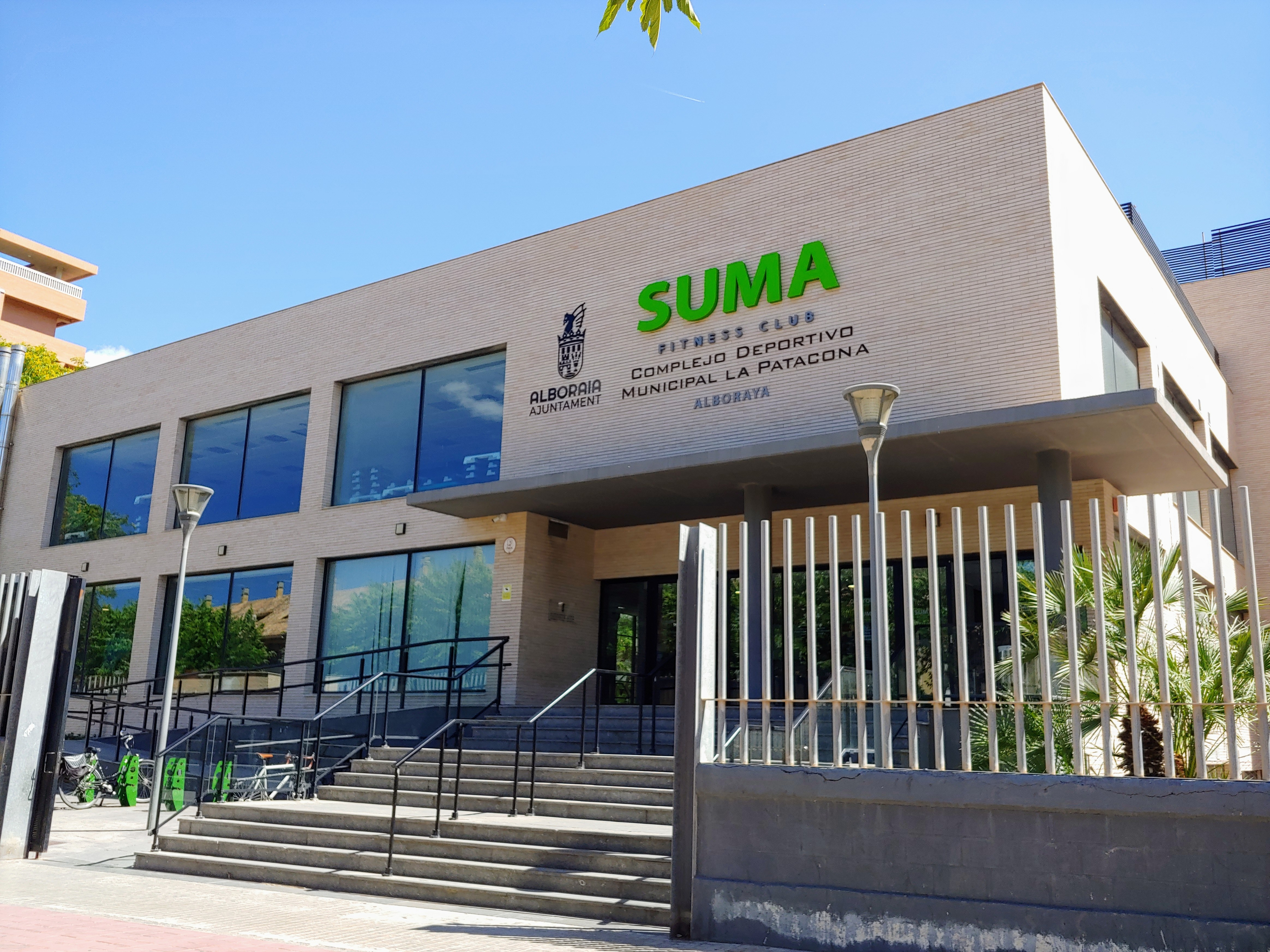
Complejo deportivo Municipal La Patacona
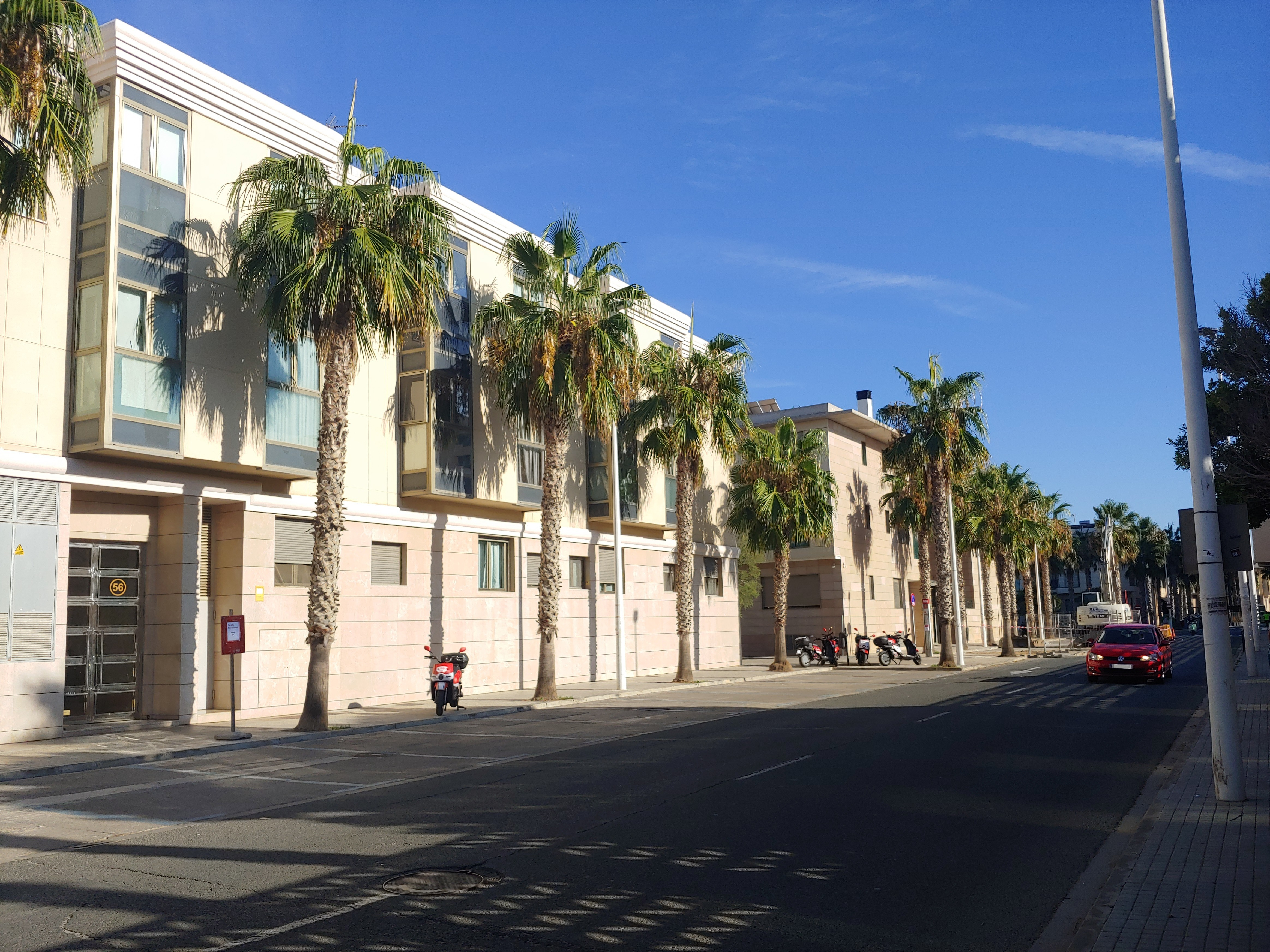
Avenida Mare Nostrum
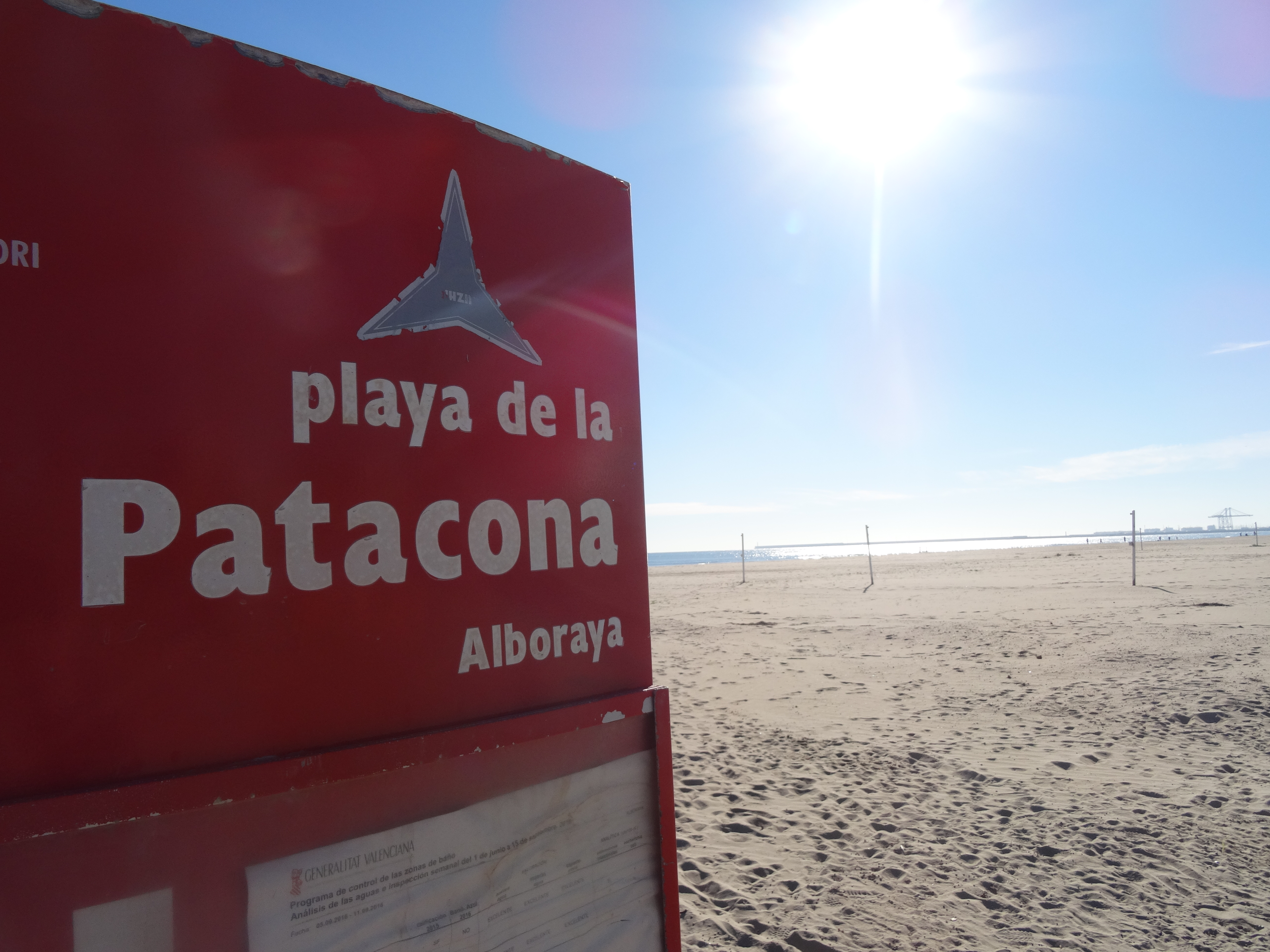
Poste informativo en la playa